# Sint-Remacluskapel

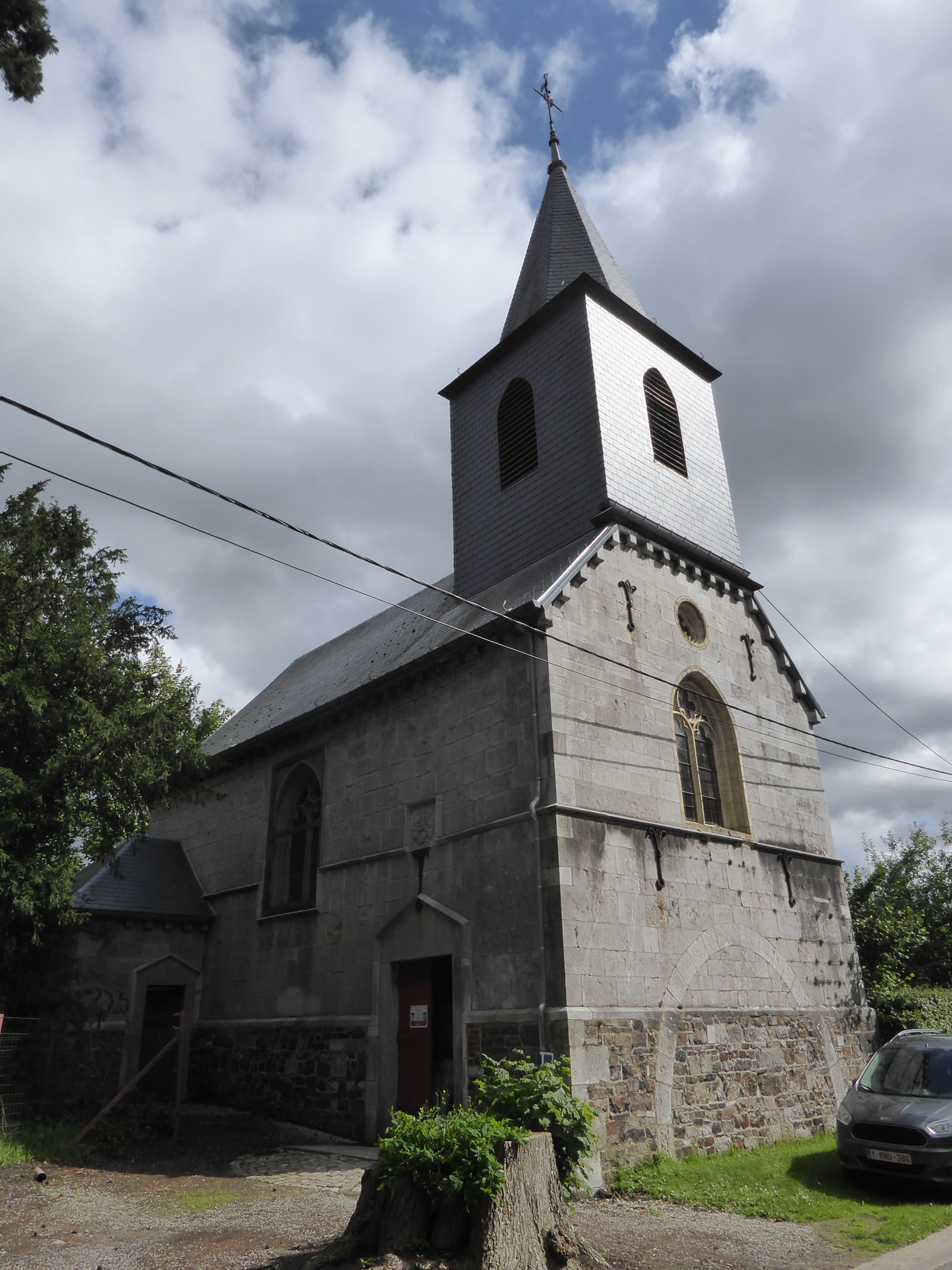
Sint-Remacluskapel van het Kasteel van Horion

De Sint-Remacluskapel (Chapelle Saint-Remacle) is een kapel gelegen aan de Rue de Horion 43 in de tot de Belgische gemeente Grâce-Hollogne behorende buurtschap Horion.
Reeds in 1424 was er sprake van een aan Sint-Remaclus gewijde slotkapel. Deze kapel werd meermaals veranderd, het laatst in de 19e eeuw, toen ze in neogotische trant werd verbouwd. Het gebouw is opgetrokken in mergelsteen.
Deze kapel, die altijd eigendom is geweest van de kasteelheren van het Kasteel van Horion, ligt niettemin aan de overzijde van de straatweg. Het is op zondag open voor publiek. Er is een neogotisch interieur en ook de binnenmuren zijn beschilderd in neogotische trant. De kapel heeft een driezijdig gesloten koor en is voorzien van een dakruiter.